# Winnie Lightner
Winnie Lightner, nata Winifred Reeves (Greenport, 17 settembre 1899 – Sherman Oaks, 5 marzo 1971), è stata un'attrice e cantante statunitense.

## Biografia
Nata a Greenport, a Long Island, e cresciuta a Manhattan dagli zii Margaret e Andrew Hanson, iniziò con successo la carriera di attrice di rivista, esibendosi a Broadway negli show George White's Scandals del 1922, 1923 e 1924, nella rivista Gay Paree del 1925 e 1926, e nel musical Harry Delmar's Revels del 1927.
Passata al cinema, il musical Gold Diggers of Broadway, nel 1929, fu un grande successo anche personale e la Warner Bros. la impose come protagonista di altre commedie musicali, ma quando quel genere, a partire dagli anni trenta, cominciò a decadere nei gusti del pubblico, Winnie Lightner venne impiegata in ruoli drammatici, come in Side Show (1931), che si rivelò un insuccesso. Recitò ancora due commedie con Loretta Young, Play-Girl (1932) e She Had to Say Yes (1933), e poi lasciò la Warner Bros. Nel 1934, dopo due film in ruoli di secondo piano, lasciò il cinema.
Winnie Lightner aveva sposato nel 1918 l'attore John Patrick. Tre anni dopo sposò il musicista William Herhold e nel 1924 il macchinista di teatro George Holtrey. Nuovamente divorziata, nel 1941 si sposò per l'ultima volta con il regista Roy Del Ruth (1893–1961), col quale ebbe il figlio Thomas, che divenne un direttore della fotografia. 
Morì nel 1971 e fu sepolta accanto al marito Roy Del Ruth nel San Fernando Mission Cemetery di Los Angeles.

## Filmografia

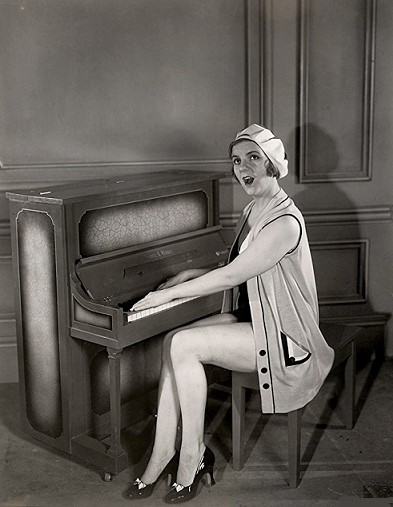
Winni Lightner in Gold Dust Gertie

- Cercatrici d'oro (Gold Diggers of Broadway), regia di Roy Del Ruth (1929)
- Rivista delle nazioni (The Show of Shows), regia di John G. Adolfi (1929)
- She Couldn't Say No, regia di Lloyd Bacon (1930)
- Hold Everything, regia di Roy Del Ruth (1930)
- The Life of the Party, regia di Roy Del Ruth (1930)
- Sit Tight, regia di Lloyd Bacon (1931)
- I gioielli rubati (The Stolen Jools), registi vari – cortometraggio (1931)
- Gold Dust Gertie, regia di Lloyd Bacon (1931)
- Side Show, regia di Roy Del Ruth (1931)
- Manhattan Parade, regia di Lloyd Bacon (1931)
- Play Girl, regia di Ray Enright (1932)
- She Had to Say Yes, regia di George Amy e Busby Berkeley (1933)
- La danza di Venere (Dancing Lady), regia di Robert Z. Leonard (1933)
- I'll Fix It, regia di Roy William Neill (1934)